# Ньюборо, Мария Стелла
Мария Стелла-Петронилла, леди Ньюборо (англ. Maria Stella, Lady Newborough, урождённая Кьяппини, итал. Chiappini; 16 апреля 1773, дер. Модильяна, Великое герцогство Тосканское — 23 декабря 1843, Париж) — английская претендентка на французский престол, будто бы происходившая от Луи Филиппа Жозефа, герцога Орлеанского. После Июльской революции во Франции (1830) она опубликовала против Орлеанской ветви множество памфлетов (например, «Maria Stella ou un secret d'état»).

## История интриги
По словам Марии Стеллы, Луи-Филипп I не был родным сыном герцога Луи-Филиппа Орлеанского, а его настоящим отцом является некто Лоренцо Кьяппини, констебль из деревни Модильяна из итальянского великого герцогства Тосканского. Будто бы герцог и герцогиня Шартрские (такой титул носил отец Луи-Филиппа до смерти своего отца в 1785 году), путешествующие инкогнито под титулами графа и графинини де Жуанвиль, были в этой деревне 16 апреля 1773 года, когда герцогиня родила дочь, и что герцог, желая наследника-сына, с целью воспрепятствовать возвращению богатого наследства жены семейству Бурбон-Пентьевр, в случае её смерти, подкупил семью Кьяппини, чтобы заменить свою новорождённую дочь их недавно родившимся мальчиком.
Мария Стелла, урождённая Кьяппини, впервые как исторический персонаж появляется во Флоренции, где её родители решили обосноваться, и там, в возрасте тринадцати лет (1786), становится женой Томаса Уинна, первого лорда (барона) Ньюборо, с которым в 1792 году уехала в Уэльс, а в 1802 и 1803 гг. родила двух сыновей. После смерти мужа, в 1810 году она вышла замуж за русского графа Унгерн-Штернберга и поселилась в Париже.
В 1821 году от своего официального отца Лоренцо Кьяппини она получила письмо, написанное незадолго до его смерти, в котором тот признавался, что Мария не была его родной дочерью, добавив: «Небеса исправили мою вину, так как Вы находитесь в лучшем положении, чем Ваш настоящий отец, хотя он имел почти такой же ранг» (то есть был французским дворянином). Мария Стелла отныне посвятила своё время и состояние установлению его личности.
Её первым успехом стало решение епископального суда в Фаэнце, который в 1824 году объявил, что граф Луи де Жуанвиль обменял свою дочь на сына Лоренцо Кьяппини, и что «демуазель де Жуанвиль» была крещена под именем Мария Стелла, с ложным заявлением родительства от Лоренцо Кьяппини и его супруги. Открытие того, что Жуанвиль относится к владениям Орлеанского рода, и реальное или воображаемое сходство Луи-Филиппа I с Лоренцо Кьяппини убедило её в том, что герцог Орлеанский и является тем человеком, для выгод которого она была лишена своего законного права первородства. Эта убежденность подкреплялась удивительным сходством Марии Стеллы с принцессами из Орлеанской семьи, которое многие отмечали.
В 1830 году она опубликовала свои доказательства в книге под названием «Maria Stella ou un échange d’une demoiselle du plus haut rang contre un garçon de plus vile condition» («Мария Стелла, или подмена барышни знатнейшего рода мальчиком самого подлого сословия»; переиздано в 1839 и 1849 годах). Это издание совпало с восшествием на престол Луи-Филиппа I, и её претензии стали оружием для тех, кто хотел дискредитировать и выставить посмешищем этого буржуазного монарха. Король, в свою очередь, смотрел на всё это с насмешливым презрением, и баронесса Ньюборо-Штернбург де Жуанвиль, или Мари Этуаль д’Орлеан, как она себя называла, осталась проживать в Париже, пока 23 декабря 1843 года не умерла в бедности и безвестности.

## Расследование дела Марии Стеллы
Несмотря на многочисленные дискуссии и расследования, дело Марии Стеллы остаётся одной из неразрешённых до конца проблем истории. Так, книга сэра Ральфа Франклэнд-Пэйн-Галлви (Frankland-Payne-Gallwey) «Mystery of Maria Stella, Lady Newborough» (Лондон, 1907), основана на рассуждениях Марии Стеллы и говорит в пользу её точки зрения .
Однако более убедительные доводы приводит Морис Витрак в своей книге «Philippe-Egalité et M. Chiappini» (Париж, 1907), которая основана на неопубликованных материалах из Национального архива Франции, где у герцога и герцогини Шартрских имеется алиби: их не могло быть в деревне Модильяна в апреле 1773 года, по той простой причине, что они, по свидетельству источников того времени, находились в Париже. На 8 апреля герцог, согласно официальному сообщению «Gazette de France», принял участие в церемониях Страстного четверга в Версале, а с 7 по 14 апреля он регулярно находился при масонской ложе, в которой он два года назад был избран Великим мастером. Кроме того, для первого принца королевской крови невозможно было выехать из Франции без королевского разрешения, и его отсутствие несомненно бы заметили. Наконец, роды герцогини, на которую были возложены полугосударственные функции, не могли состояться ранее 6 октября. Морис Витрак идентифицирует с настоящим отцом Марии Стеллы графа Карло Баттальиини Римини, который умер в 1796 году, не оставив потомства, причём в деле не была замешана подмена ребёнка, но обыкновенная передача незаконнорождённого младенца в другую семью, чтобы избежать публичного скандала, могущего возникнуть по морали того времени.